# Fossa oceânica

A crosta oceânica é formada em uma dorsal oceânica, enquanto a litosfera é subduzida de volta para a astenosfera em fossas

As fossas oceânicas ou abissais são as regiões mais profundas dos oceanos, são zonas do encontro entre placas tectónicas, onde uma dessas placas mergulha sob a outra.
Essas regiões são caracterizadas pela ausência total de luz e por uma pressão insuportável para a maioria dos seres vivos e temperaturas muito baixas. O homem consegue atingi-las com o auxílio de um batiscafo. Essa zona "negra" é habitada principalmente por bactérias heterotróficas ou quimiotróficas e seres necrófagos, que se alimentam de uma chuva constante de restos de seres vivos, detritos orgânicos e cadáveres que se depositam no fundo, bem como predadores. Os habitantes dos fundos marinhos incluem esponjas, anêmonas-do-mar, bem como uma variedade de peixes cegos, alguns com filamentos fluorescentes que podem atrair potenciais presas.

## Exemplos
A fossa oceânica mais profunda da Terra é a Fossa das Marianas, a leste das Filipinas. Outras fossas oceânicas conhecidas são:
- A fossa de Porto Rico, a mais profunda do Oceano Atlântico;
- O abismo laurenciano, na costa atlântica do Canadá.